# Serie A1 2000-2001 (rugby a 15)
La serie A1 2000-01 fu il 71º campionato nazionale italiano di rugby a 15 di prima divisione.
Si tenne dal 10 settembre 2000 al 2 giugno 2001 tra 12 squadre e fu l'ultimo ad avere una denominazione quale Serie A o Serie A1; dalla stagione successiva la massima serie passò sotto l'organizzazione della Lega Italiana Rugby d'Eccellenza con il nome di Super 10 e il torneo fu ristretto da 12 a 10 squadre; tra le novità introdotte già dalla stagione 2000-01 vi fu l'adozione del punteggio dell'emisfero meridionale, con quattro punti per la vittoria, due per il pareggio e i bonus previsti sia per avere marcato almeno quattro mete in un incontro sia per avere perso con meno di otto punti di scarto.
Dopo avere mancato la finale nella stagione precedente, il Benetton si ripresentò a distanza di due anni alla gara-scudetto per la dodicesima volta in quattordici play-off: avversario di turno fu l'Amat. & Calvisano che, a sua volta, centrò nell'occasione la prima di sei finali consecutive di campionato.
I veneti si imposero 33-13 dopo un primo tempo molto chiuso e terminato 6-3 con due calci piazzati contro uno (Pilat per Treviso, Griffen per Calvisano); nella ripresa, complice un'espulsione temporanea di Paolo Vaccari, centro-ala dei lombardi, il Benetton dilagò con tre mete, una da parte di ciascuno dei fratelli Dallan, Manuel e Denis, e l'altra di Walter Pozzebon; l'estremo trevigiano Corrado Pilat mise tra i pali 18 punti e la reazione finale di Merlo, con due mete, servì a rendere meno netta la sconfitta dell'Amat. & Calvisano; per il Benetton Treviso fu il nono titolo assoluto, a un passo dalla stella che giunse due anni dopo, sempre contro lo stesso avversario, nel frattempo tornato al nome originario di Calvisano.
A causa del restringimento del torneo da 12 a 10 squadre furono decise 3 retrocessioni e una promozione dalla serie A2, in procinto anch'essa di cambiare nome: dalla stagione successiva la seconda divisione prese il nome di Serie A e fu ripartita in due gironi di merito.
A retrocedere nella nuova serie A furono Piacenza, San Donà e Livorno, mentre nel Super 10 fu promosso il Bologna il quale, dopo la decisione dell'European Rugby Cup di aprire la Challenge Cup della stagione successiva a 8 squadre italiane, si trovò qualificato nella competizione cadetta europea insieme alle classificate dal 3º al 10º posto finale, nell'ordine Rugby Roma, Viadana, Parma, L’Aquila, Petrarca, GRAN Parma e Rovigo; l'Amat. & Calvisano, invece, seguì Treviso nella competizione-principe europea, la Heineken Cup.

## Formula
Rispetto alle edizioni precedenti, il campionato presentò nelle fasi a gironi un nuovo sistema di punteggio, mutuato da quello in vigore nel Super Rugby, campionato professionistico dell'Emisfero Sud, che prevede 4 punti per la vittoria, 2 per il pareggio e 0 per la sconfitta, e una serie di punti di bonus: 1 punto per la squadra che in un incontro realizza almeno quattro mete, e 1 punto per la squadra che, pur sconfitta, mantenga lo scarto a meno di 8 punti.
Il campionato fu diviso in due fasi: la prima fase di due gironi da sei squadre ciascuno: le prime tre di ogni girone accedettero alla Poule scudetto mentre le ultime tre alla Poule salvezza.
Di quest'ultima, la quarta, la quinta e la sesta classificata retrocedettero in serie A.
Della Poule scudetto accedettero alle semifinali per il titolo le prime quattro; la vincitrice della Poule scudetto affrontò la quarta classificata, e la seconda affrontò la terza; gli incontri furono disputati con la formula dell'andata e ritorno, con quest'ultima gara in casa della squadra meglio classificata nella poule scudetto.
La finale fu in gara unica in campo neutro tra le due vincitrici delle semifinali.

## Squadre partecipanti
| Club              | Sponsor                             | Città             | Impianto interno        |
| ----------------- | ----------------------------------- | ----------------- | ----------------------- |
| Amat. & Calvisano | Fly Flot (calzature)                | Calvisano         | Stadio San Michele      |
| L’Aquila          | Conad (grande distribuzione)        | L'Aquila          | Stadio Tommaso Fattori  |
| Benetton          | Benetton (abbigliamento)            | Treviso           | Stadio di Monigo        |
| GRAN Parma        | Bignami                             | Parma             | Stadio fratelli Cervi   |
| Livorno           | Agenzia Espressi (settore postale)  | Livorno           | Stadio Carlo Montano    |
| Parma             | Overmach (meccanica)                | Parma             | Stadio fratelli Cervi   |
| Petrarca          | ePlanet                             | Padova            | Stadio Plebiscito       |
| Piacenza          | Two Net                             | Piacenza          | Stadio Beltrametti      |
| Rugby Roma        | Radio Dimensione Suono (radiofonia) | Roma              | Stadio Tre Fontane      |
| Rovigo            | Ilcev (edilizia)                    | Rovigo            | Stadio Mario Battaglini |
| San Donà          | Iranian Loom (tappeti)              | San Donà di Piave | Stadio Pippo Torresan   |
| Viadana           | Arix (pulizia della casa)           | Viadana           | Stadio Luigi Zaffanella |

## Prima fase

### Girone A
| 10-9-2000 | 1ª/6ª giornata                | 3-12-2000  |
| --------- | ----------------------------- | ---------- |
| 48-11     | Rugby Roma - Piacenza         | 37-25      |
| 40-19     | Viadana - Petrarca            | 33-36      |
| 31-12     | Amatori & Calvisano - Livorno | 28-13      |
|           |                               |            |
| 1-10-2000 | 4ª/9ª giornata                | 23-12-2000 |
| 81-5      | Rugby Roma - Livorno          | 67-26      |
| 23-29     | Viadana - Amatori & Calvisano | 24-18      |
| 30-12     | Petrarca - Piacenza           | 32-21      |

| 17-9-2000 | 2ª/7ª giornata                   | 10-12-2000 |
| --------- | -------------------------------- | ---------- |
| 16-22     | Piacenza - Amatori & Calvisano   | 44-29      |
| 18-29     | Petrarca - Rugby Roma            | 30-31      |
| 3-57      | Livorno - Viadana                | 20-57      |
|           |                                  |            |
| 1-11-2000 | 5ª/10ª giornata                  | 7-1-2001   |
| 12-23     | Piacenza - Viadana               | 20-31      |
| 21-23     | Amatori & Calvisano - Rugby Roma | 27-21      |
| 14-25     | Livorno - Petrarca               | 12-93      |

| 24-9-2000 | 3ª/8ª giornata                 | 17-12-2000 |
| --------- | ------------------------------ | ---------- |
| 28-24     | Rugby Roma - Viadana           | 25-37      |
| 23-27     | Amatori & Calvisano - Petrarca | 19-16      |
| 24-29     | Livorno - Piacenza             | 20-35      |

#### Classifica
| Pos | Squadra           | G  | V | N | P  | PF  | PS  | DP   | BMP | Pt |
| --- | ----------------- | -- | - | - | -- | --- | --- | ---- | --- | -- |
| 1   | Rugby Roma        | 10 | 8 | 0 | 2  | 390 | 224 | +166 | 7   | 39 |
| 2   | Viadana           | 10 | 7 | 0 | 3  | 349 | 210 | +139 | 8   | 36 |
| 3   | Amat. & Calvisano | 10 | 6 | 0 | 4  | 247 | 219 | +28  | 7   | 31 |
| 4   | Petrarca          | 10 | 6 | 0 | 4  | 326 | 234 | +92  | 6   | 30 |
| 5   | Piacenza          | 10 | 3 | 0 | 7  | 245 | 296 | −51  | 4   | 16 |
| 6   | Livorno           | 10 | 0 | 0 | 10 | 149 | 523 | −374 | 0   | 0  |

### Girone B
| 10-9-2000 | 1ª/6ª giornata              | 3-12-2000  |
| --------- | --------------------------- | ---------- |
| 26-24     | L'Aquila - Parma            | 13-16      |
| 18-65     | Rovigo - Benetton Treviso   | 18-25      |
| 20-21     | GRAN Parma - San Donà       | 23-18      |
|           |                             |            |
| 1-10-2000 | 4ª/9ª giornata              | 23-12-2000 |
| 32-6      | Benetton Treviso - San Donà | 21-12      |
| 20-14     | Rovigo - L'Aquila           | 8-30       |
| 3-18      | GRAN Parma - Parma          | 28-20      |

| 17-9-2000 | 2ª/7ª giornata                | 10-12-2000 |
| --------- | ----------------------------- | ---------- |
| 42-21     | Benetton Treviso - GRAN Parma | 26-14      |
| 17-10     | Parma - Rovigo                | 13-13      |
| 24-24     | San Donà - L'Aquila           | 5-55       |
|           |                               |            |
| 1-11-2000 | 5ª/10ª giornata               | 7-1-2001   |
| 54-42     | L'Aquila - GRAN Parma         | 10-12      |
| 22-25     | Parma - Benetton Treviso      | 7-40       |
| 31-42     | San Donà - Rovigo             | 12-31      |

| 24-9-2000 | 3ª/8ª giornata              | 17-12-2000 |
| --------- | --------------------------- | ---------- |
| 31-29     | L'Aquila - Benetton Treviso | 13-49      |
| 49-17     | Parma - San Donà            | 34-17      |
| 24-0      | Rovigo - GRAN Parma         | 0-14       |

#### Classifica
| Pos | Squadra    | G  | V | N | P | PF  | PS  | DP   | BMP | Pt |
| --- | ---------- | -- | - | - | - | --- | --- | ---- | --- | -- |
| 1   | Benetton   | 10 | 9 | 0 | 1 | 354 | 162 | +192 | 6   | 42 |
| 2   | L’Aquila   | 10 | 5 | 1 | 4 | 270 | 229 | +41  | 5   | 27 |
| 3   | Parma      | 10 | 5 | 1 | 4 | 220 | 192 | +28  | 5   | 27 |
| 4   | Rovigo     | 10 | 4 | 1 | 5 | 184 | 221 | −37  | 5   | 23 |
| 5   | GRAN Parma | 10 | 4 | 0 | 6 | 177 | 233 | −56  | 2   | 18 |
| 6   | San Donà   | 8  | 1 | 1 | 6 | 163 | 331 | −168 | 1   | 7  |

## Seconda fase

### Poule salvezza
| 11-2-2001 | 1ª/6ª giornata        | 14-4-2001 |
| --------- | --------------------- | --------- |
| 33-28     | Piacenza - Rovigo     | 10-16     |
| 18-39     | Livorno - GRAN Parma  | 13-53     |
| 17-27     | San Donà - Petrarca   | 21-32     |
|           |                       |           |
| 25-3-2001 | 4ª/9ª giornata        | 6-5-2001  |
| 20-13     | Petrarca - Rovigo     | 29-24     |
| 22-26     | Piacenza - GRAN Parma | 21-37     |
| 30-17     | San Donà - Livorno    | 28-25     |

| 25-2-2001 | 2ª/7ª giornata        | 22-4-2001 |
| --------- | --------------------- | --------- |
| 54-23     | Petrarca - Piacenza   | 19-12     |
| 43-23     | Rovigo - Livorno      | 34-12     |
| 46-14     | GRAN Parma - San Donà | 27-17     |
|           |                       |           |
| 1-4-2001  | 5ª/10ª giornata       | 13-5-2001 |
| 16-33     | Livorno - Piacenza    | 15-61     |
| 34-3      | Rovigo - San Donà     | 19-29     |
| 24-15     | GRAN Parma - Petrarca | 16-24     |

| 11-3-2000 | 3ª/8ª giornata      | 29-4-2000 |
| --------- | ------------------- | --------- |
| 15-43     | Livorno - Petrarca  | 12-61     |
| 16-10     | GRAN Parma - Rovigo | 17-29     |
| 19-27     | San Donà - Piacenza | 30-38     |

#### Classifica
| Pos | Squadra    | G  | V | N | P  | PF  | PS  | DP   | BMP | Pt |
| --- | ---------- | -- | - | - | -- | --- | --- | ---- | --- | -- |
| 1   | Petrarca   | 10 | 9 | 0 | 1  | 324 | 177 | +147 | 3   | 39 |
| 2   | GRAN Parma | 10 | 8 | 0 | 2  | 301 | 183 | +118 | 5   | 37 |
| 3   | Rovigo     | 10 | 5 | 0 | 5  | 250 | 192 | +58  | 9   | 29 |
| 4   | Piacenza   | 10 | 5 | 0 | 5  | 275 | 260 | +15  | 6   | 26 |
| 5   | San Donà   | 10 | 3 | 0 | 7  | 208 | 287 | −79  | 3   | 15 |
| 6   | Livorno    | 10 | 0 | 0 | 10 | 166 | 425 | −259 | 2   | 2  |

### Poule scudetto
| 11-2-2001 | 1ª/6ª giornata                         | 14-4-2001 |
| --------- | -------------------------------------- | --------- |
| 11-19     | Amatori & Calvisano - Benetton Treviso | 29-28     |
| 13-44     | Parma - Rugby Roma                     | 33-27     |
| 16-35     | L'Aquila - Viadana                     | 21-59     |
|           |                                        |           |
| 25-3-2001 | 4ª/9ª giornata                         | 6-5-2001  |
| 18-15     | Amatori & Calvisano - Viadana          | 17-17     |
| 37-24     | Parma - L'Aquila                       | 27-22     |
| 15-13     | Rugby Roma - Benetton Treviso          | 3-19      |

| 25-2-2001 | 2ª/7ª giornata                   | 22-4-2001 |
| --------- | -------------------------------- | --------- |
| 36-31     | Rugby Roma - Amatori & Calvisano | 17-33     |
| 29-10     | Viadana - Parma                  | 19-15     |
| 35-18     | Benetton Treviso - L'Aquila      | 22-8      |
|           |                                  |           |
| 1-4-2001  | 5ª/10ª giornata                  | 13-5-2001 |
| 26-21     | Viadana - Rugby Roma             | 19-29     |
| 56-9      | Benetton Treviso - Parma         | 31-48     |
| 14-26     | L'Aquila - Amatori & Calvisano   | 22-44     |

| 11-3-2000 | 3ª/8ª giornata              | 29-4-2000 |
| --------- | --------------------------- | --------- |
| 27-32     | Viadana - Benetton Treviso  | 21-38     |
| 22-16     | Amatori & Calvisano - Parma | 10-15     |
| 28-31     | L'Aquila - Rugby Roma       | 29-48     |

#### Classifica
| Pos | Squadra           | G  | V | N | P | PF  | PS  | DP   | BMP | Pt |
| --- | ----------------- | -- | - | - | - | --- | --- | ---- | --- | -- |
| 1   | Benetton          | 10 | 7 | 0 | 3 | 293 | 189 | +104 | 6   | 34 |
| 2   | Amat. & Calvisano | 10 | 6 | 1 | 3 | 241 | 199 | +42  | 4   | 30 |
| 3   | Rugby Roma        | 10 | 5 | 0 | 5 | 261 | 244 | +17  | 6   | 26 |
| 4   | Viadana           | 10 | 5 | 1 | 4 | 267 | 217 | +50  | 4   | 26 |
| 5   | Parma             | 10 | 5 | 0 | 5 | 223 | 284 | −61  | 4   | 24 |
| 6   | L’Aquila          | 10 | 1 | 0 | 9 | 202 | 354 | −152 | 1   | 5  |

## Play-off
|  | Semifinali | Semifinali        | Semifinali | Semifinali | Semifinali |  |  | Finale            | Finale            | Finale |  |
|  |            |                   |            |            |            |  |  |                   |                   |        |  |
|  | 4          | Viadana           | 15         | 11         | 26         |  |  |                   |                   |        |  |
|  | 1          | Benetton          | 23         | 28         | 51         |  |  | Benetton          | Benetton          | 33     |  |
|  | 3          | Rugby Roma        | 11         | 10         | 21         |  |  | Amat. & Calvisano | Amat. & Calvisano | 13     |  |
|  | 2          | Amat. & Calvisano | 26         | 24         | 50         |  |  |                   |                   |        |  |

### Finale
| Arbitro: | Morandin (Padova) |

|                                          |      |                |
| D. Dallan 54’ Pozzebon 67’ M. Dallan 71’ | mt   | 79’, 83’ Merlo |
| Pilat 54’, 67’, 71’                      | tr   |                |
| Pilat 16’, 43’, 45’, 50’                 | c.p. | 38’ Griffen    |

## Verdetti
- Benetton: campione d'Italia.
- Benetton e Amat. & Calvisano: qualificate alla Heineken Cup
- Rugby Roma, Viadana, Parma, L’Aquila, Petrarca, GRAN Parma, Rovigo e Bologna (vincitrice del campionato di serie A2): qualificate all'European Challenge Cup.
- Piacenza, San Donà e Livorno: retrocesse in serie A.